# Блестящий лори-кардинал
Блестящий лори-кардинал (лат. Pseudeos cardinalis) — вид птиц из семейства Psittaculidae. Подвидов не выделяют.

## Внешний вид
Длина тела 31 см; масса 220—250 г. Окраска оперения различных оттенков красного. Клюв и глаза оранжевые. Голая кожа вокруг глаз и лапы серые. Самец и самка подобны. У этой птицы длинный хвост. Клюв кораллового цвета со светлым кончиком. Круги вокруг глаз черные, радужная оболочка имеет темный оранжево-красный оттенок. Ноги черновато-серые. Молодые птицы отличаются от взрослых более светлым оперением на спине и крыльях. У них также более короткий хвост, темно-желтая радужная оболочка и темно-оранжевый клюв.

## Распространение
Обитают на Соломоновых островах и на нескольких островах архипелага Бисмарка: Табар, Лихир, Танга, Фени (Папуа-Новая Гвинея).

## Образ жизни
Населяют субтропические и влажные тропические леса, мангровые заросли. В основном эти птицы встречаются во влажных районах на высоте от 830 метров в Бугенвиле до 1200 метров в Коломбангаре. Блестящий лори-кардинал питается пыльцой, нектаром, мелкими ягодами и фруктами.